# アムピメドーン
アムピメドーン （古希: Ἀμφιμέδων, Amphimedōn） は、ギリシア神話の人物である。アンピメドーン、長母音を省略してアムピメドン、アンピメドンとも表記される。メラネウスの子で、イタケーの有力者。ペーネロペーの求婚者の1人。
トロイア戦争のさい、オデュッセウスをギリシア軍に誘うためにアガメムノーンがイタケーにやって来たとき、アムピメドーンはアガメムノーンをもてなしたとされる。その後、アムピメドーンはペーネロペーに求婚したが、オデュッセウスが求婚者たちを誅殺したさいに他の求婚者たちとともに戦い、テーレマコスに討たれた。死後、アムピメドーンは冥府でアガメムノーンに再会したという。